# Kristina Háfoss
Kristina Háfoss (født Danielsen, 26. juni 1975) er en færøsk økonom, jurist og politiker (Tjóðveldi). Fra 1. februar 2021 bliver hun direktør for Nordisk Råd, som den første færing og den første fra det danske kongerige.

## Baggrund og erhvervskarriere
Háfoss voksede op i Argir ved Tórshavn. Hun er cand.jur. og cand.polit. fra Københavns Universitet fra henholdsvis 2002 og 2003. Háfoss var ansat i det danske Udenrigsministerium 1998–1999, i Finansministeriet 1999–2000 og ved Lagmandskontoret på Færøerne somrene 1999 og 2000. Endvidere var hun økonomisk rådgiver under udarbejdelsen af handlingsplanen for Útoyggjar (udkants-Færøerne, de små øer som kun har bådforbindelse til det centrale Færøerne) 2000–2001, økonom i Landsbanki Føroya 2004–2005 samt prosjektleder og investeringsrådgiver i Føroya Banki i 2006. Siden 2007 har hun været afdelingsleder i Tryggingarfelagið Føroyar.
Blandt hennes udvalgs- og bestyrelsesposter kan nævnes formand i studenterforeningen Meginfelag Føroyskra Studenta (MFS) 1999–2000, formand i økonom- og juristforeningen Búskapar- og Løgfrøðingafelag Føroya (BLF) 2005–2006, medlem af Landsbanki Føroyas tilsynsråd fra 2008, bestyrelsesmedlem i P/F Smyril Line fra 2011 samt bestyrelsesmedlem i to af Tryggingarfelagið Føroyars datterselskaber fra 2011. 
Hun er barnebarn af Louis Zachariasen, som var lagtingsmedlem i 1940'erne.

## Politisk arbejde
Háfoss var næstformand i vælgerforeningen Suðurstreymoyar Tjóðveldisfelag 2001–2002, indvalgt til Lagtinget fra Suðurstreymoy 2002–2004 og medlem af Tjóðveldisflokkurins arbejdsudvalg 2004–2005. I februar 2008 blev hun kulturminister i Jóannes Eidesgaards anden regering, men trak seg af personlige årsager i august samme år. Fra 2011 blev hun igen indvalgt til Lagtinget. Hun var finansminister i Aksel V. Johannesens regering fra 2015 til 2019.

## Lagtingsudvalg
- 2002–2004 medlem af Finansudvalget
- 2011– næstformand for Finansudvalget[5]